# Belén Stefanía Spenig
Belén Stefania Spenig (Santiago del Estero, 9 de febrero de 1994) es una futbolista argentina que juega en Racing Club (fútbol femenino) de la Primera División de Argentina.
Antes jugó en Club Atlético Central Córdoba, Club Atlético River Plate Club Atlético Platense, Unión Deportiva Collerense, y Ginelux Juan Grande Femenino.

## Clubes
| Club                          | País      | Año             |
| ----------------------------- | --------- | --------------- |
| Club Atlético Central Córdoba | Argentina | 2013 - 2015     |
| River Plate                   | Argentina | 2015 - 2017     |
| Club Atlético Platense        | Argentina | 2017 - 2018     |
| Racing Club de Avellaneda     | Argentina | 2019 - 2020     |
| Unión Deportiva Collerense    | España    | 2020 - 2021     |
| Ginelux Juan Grande Femenino  | España    | 2020 - 2022     |
| Racing Club de Avellaneda     | Argentina | 2022 - presente |

## Trayectoria
Spenig comenzó a jugar al fútbol en Central Córdoba de Santiago del Estero. En el 2015 se incorporó al Club Atlético River Plate, equipo que se consagró campeón del Torneo 2016/17 y un tercer puesto en la Copa Libertadores femenina de 2017. Tuvo su paso por la Primera División de AFA jugando de delantera en Club Atlético Platense, y en septiembre de 2019 debutó en Racing Club de Avellaneda, de la mano de la profesionalización del fútbol femenino en Argentina. En el 2020, Spenig continuó su carrera futbolística en la Unión Deportiva Collerense, de la segunda división española de fútbol femenino y en 2021 rescindió su contrato en el club español para jugar en Ginelux Juan Grande Femenino en el mismo país. En enero de 2022 se hizo oficial su pase a Racing Club, siendo esta su segunda etapa en el club.